# Haya
Haya (OluHaya, auch Ziba) gehört zur Haya-Jita-Untergruppe der Bantusprachen, die in Tansania südlich und westlich des Viktoriasees gesprochen wird.
Die Zahl der Haya sprechenden gleichnamigen Ethnie wurde 2006 auf 1.300.000 geschätzt. Ihr historisches Reich in diesem Gebiet war Buhaya.